# من كوري

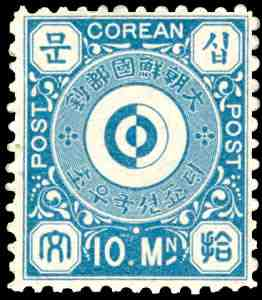
طابع بريدي بقيمة 10 ميون من عام 1884، يحمل الاختصار M ^{N}

المن ( (هانغل: 문; هانجا: 文)) قدمت كعملة رئيسية لكوريا في عام 1625 وظل قيد الاستخدام حتى عام 1892. قبل المون ، كانت العملات النقدية التي تحمل النقوش تونغبو (通寶) وجونغبو (重寶) والمزهريات الفضية المسماة أونبيونغ تستخدم كعملة في عهد أسرة كوريو (918-1392)، بالإضافة إلى العملة الصينية المستوردة. يشبه المون الكلمة الصينية <i id="mwHw">وين</i> (وهي قريبة أيضًا من الكلمة اليابانية مون، وريوكيوان مون، والفيتنامية فان). كانت العملات المعدنية المقومة بالمون تُصنع من سبائك النحاس مثل النحاس الأصفر أو البرونز وكانت مستديرة ذات ثقوب مربعة. من القرن السابع عشر وحتى نهاية القرن التاسع عشر، كانت العملات المعدنية المقومة بالمون تحمل نقش سانجبيونج تونجبو ( 상평통보 كانت 常平通寶 قد قمت في عام 1633، هي العملة الأكثر تداولًا على نطاق واسع. في عام 1888، سكت العملات المعدنية بأعداد صغيرة مقومة بالمون والوون (المكتوب «warn»، والذي كان يعادل 1000 مون). استبدل المون في عام 1892 عندما قدم اليانغ.
ستظل العملات المعدنية المصبوبة من مون متداولة لفترة طويلة بعد إلغائها. واستمرت في كونها عملة قانونية في كوريا بقيمة 0.1 تشون (1⁄1000 وون) حتى عام 1908، عندما تمت إعادة تقييمها إلى 0.2 تشون، أو 1⁄500 وون.

## التاريخ

### كوريو

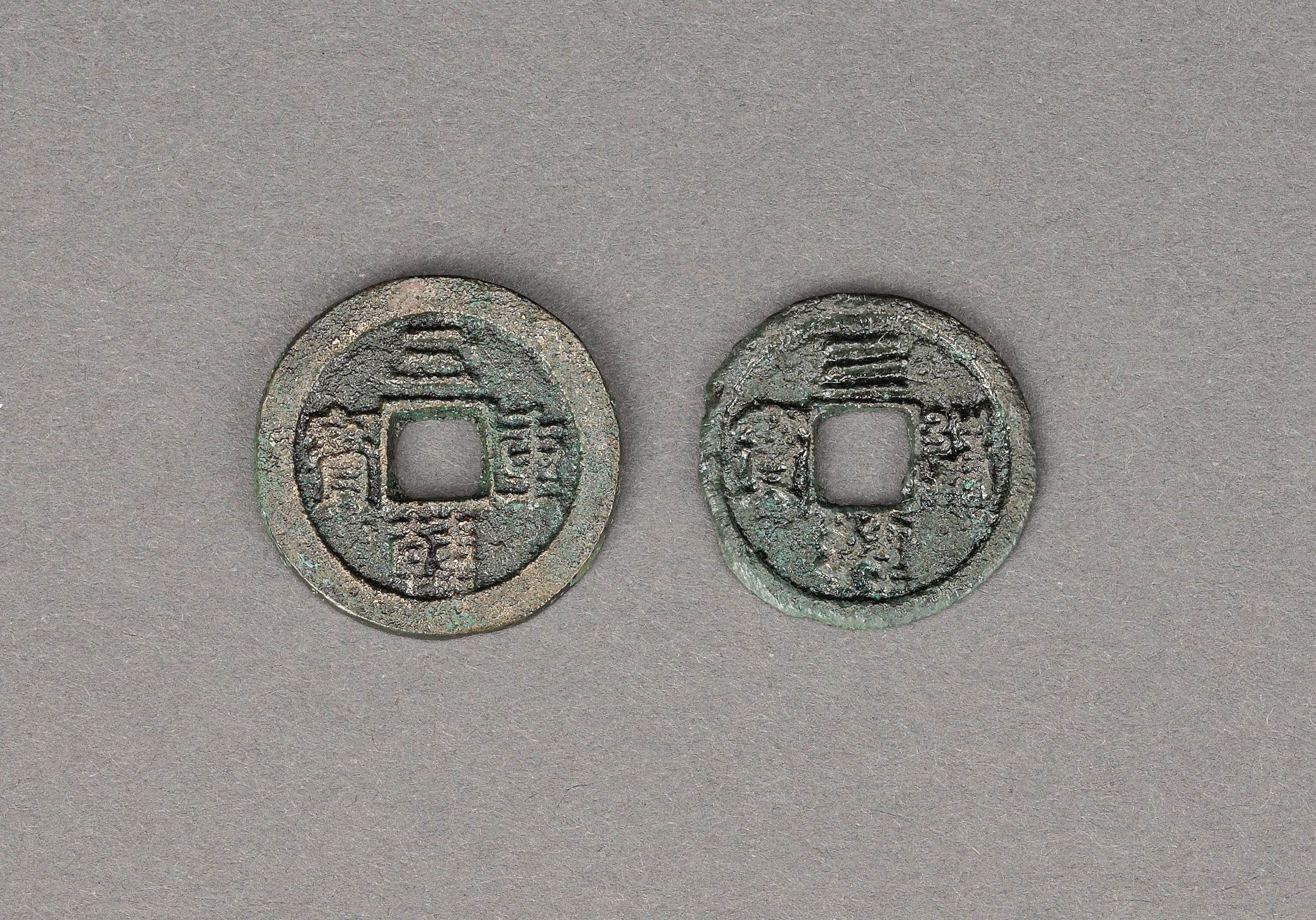
سامهان تونغبو (三韓通寶، 삼한통보) وسامهان جونغبو (三韓重寶، 삼한중보) داخل المتحف الوطني الكوري، سول.

يظهر أول سجل محدد لاستخدام العملة في كوريا في فترة غوريو (918-1392). وفي وقت مبكر من تلك الفترة، ورغم أن بعض العملات الصينية المستوردة من أسرتي تانغ وسونغ كانت قيد التداول، فإن العملات السلعية مثل الحبوب والكتان استمرت في التداول العام. في القرنين العاشر والحادي عشر، إصدرت عملات معدنية من الحديد والبرونز، ولكنها شهدت تداولًا محدودًا بين عامة الناس.
في هذا الوقت تقريبًا، أصدرت حكومة كوريو سياسة نقدية جديدة فيما يتعلق بسك وتوزيع العملات النقدية. نفذ هذا المرسوم لتعزيز السلطة الملكية وتنظيم الشؤون المالية الوطنية لكوريا.
أنشأ الملك سكجونغ ملك غوريو نظامًا نقديًا جديدًا يعتمد على عملات معدنية مستديرة من سبائك النحاس ذات ثقوب مربعة بالإضافة إلى ŭnbyŏng (، 은병 ) على شكل شبه الجزيرة الكورية. إنتجت العملات المعدنية التي تحمل النقوش東國(동국/ Dong guk أو «البلد الشرقي») و(해동/ hae dong أو «شرق البحر») و三韓(삼한/ Samhan ).قالب:Historical currencies of Koreaنوع نادر للغاية من سامهان تونجبو ( 삼한통보 توجد عملة نقدية تحمل الحرف叁مكتوبًا «بخط رسمي» بدلاً من三، ولم يعثر إلا على اثنتين منها حتى الآن.
أٌنشئت إدارة حكومية جديدة، وهي مديرية دار السك، وكانت هذه الوكالة الحكومية مسؤولة عن تنظيم نظام العملة الذي أٌنشأ حديثًا، وكانت عملة دونج جوك تونجبو (東國通寶) أول هذه العملات النقدية الكورية الجديدة التي سكت.
من أجل تعزيز السياسة النقدية لمملكة كوريو، تشجع المسؤولين الحكوميين على تلقي رواتبهم في شكل عملات نقدية، وكان من المأمول أنه إذا أنفقوا العملة الجديدة في الحانات المحلية، فسيؤدي ذلك إلى تشجيع تداولها على نطاق واسع في جميع أنحاء كوريا. ومع ذلك، فإن قيمة العملة النقدية الجديدة ستثبت أنها غير موثوقة إلى حد ما في السوق، وكانت تعتبر غير عملية لشراء وتداول السلع. وبسبب هذا التصور، لم تجد العملات النقدية الجديدة في كوريو استخدامًا واسع النطاق.
كانت المزهريات الفضية ínbyŏng (أو hwalgu ) مستخدمة على نطاق واسع ومتداولة بين الطبقة الأرستقراطية. إنتجت هذه العملات المعدنية من نوع ŭnbyŏng في عام 1101 ونقشت بخاتم رسمي للدولة لتمييزها كعملة شرعية كانت صالحة في جميع أنحاء مملكة كوريو. كان وزن ŭnbyŏng حوالي كون واحد (斤, 근 ) وهو ما يعادل تقريبًا 600 جرام، مما جعلها مفيدة جدًا لدفع ثمن المعاملات الكبيرة. يقترح المؤرخون أن ŭnbyŏng كانت تستخدم في المقام الأول من قبل الطبقات الأرستقراطية وأنهم كانوا أيضًا متورطين في رشوة المسؤولين الحكوميين. في عام 1282، أصدرت الحكومة قانونًا حدد قيمة ŭnbyŏng واحد بما يتراوح بين 2700 و3400 لتر من الأرز. ولكن بغض النظر عن حقيقة أن هذه العملة كانت غير عملية للغاية لدفع ثمن السلع ذات القيمة المنخفضة، فقد استمر استخدام ŭnbyŏng خلال القرنين التاليين.
في عهد تشونجنيول ملك كوريو، سمحت الحكومة بتداول قطع الفضة الخام أو المكسورة. بحلول عام 1331 اختفت صحيفة ínbyŏng تمامًا من التداول. لم يُعرف أن أي عينات من ŭnbyŏng قد نجت حتى العصر الحديث.

### جوسون

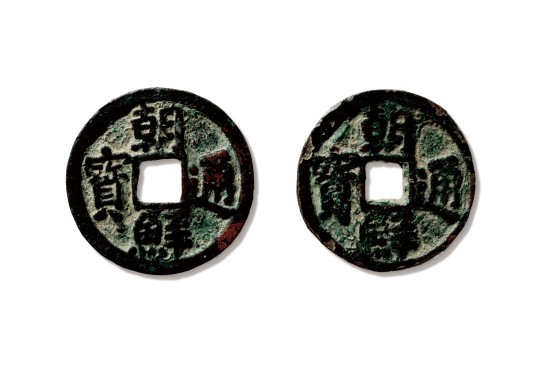
إنتجت عملتين نقديتين لجوسون تونغبو (朝鮮通寶) في الفترة ما بين 1423 و1425.

#### عملات نقديةمن جوسون تونغبووشيبجيون تونغبو
لم تسك العملات النحاسية للتداول على نطاق واسع إلا في بداية عصر جوسون (1392-1910).
الجيو هوا ( 저화)، والتي كانت مصنوعة من ورق لحاء التوت الموحد (المعروف باسم الورق الكوري) في وقت مبكر من عصر جوسون، أصبحت أول عملة ورقية قانونية في كوريا واستُخدمت كوسيلة للتبادل بدلاً من العملات المعدنية حتى اختفت في أوائل القرن السادس عشر. كان التجار الكوريون في ذلك الوقت يقبلون أيضًا أوراق النقد الصينية من فئة الكنز العظيم من عهد أسرة مينج. ومع ذلك، استخدمت الأوراق النقدية حصريًا تقريبًا لدفع الضرائب، ولم تجد صعوبة في الانتشار في السوق الكورية العامة. لم تنج أي نقود ورقية من هذه الفترة.
خلال السنوات الأولى من عصر جوسون، ظلت الأقمشة والحبوب هي الأشكال الأكثر شيوعًا للعملة بين الشعب الكوري، وخلال هذا الوقت كان القطن يُعتبر الوسيلة الأكثر أهمية للتبادل. كما اعترفت حكومة جوسون بالدور البارز الذي لعبه القطن في الاقتصاد الكوري، وسيقوموا بختم عينات القطن ذات الجودة الأعلى بالنص «Joseon Tongpyejiin»، والذي يمكن اعتباره ختم موافقة حكومي ويعني أنه يمكن استخدامه كعملة في جميع أنحاء كوريا. بقيت المقايضة هي القاعدة في مجتمع جوسون لعدة أجيال قبل إعادة إدخال العملات النقدية.
صبت العملات البرونزية ابتداءً من عام 1423 في عهد الملك سيجونغ العظيم مع جوسون تونغبو (조선통보،) العملات النقدية. كانت العملات المعدنية المنتجة في عهد سيجونغ مرتبطة بالنحاس بمعدل 160 عملة معدنية لكل كون (斤, 근 ) وهو ما يعادل 600 جرام، على الرغم من أن أسعار السوق الفعلية تتقلب بانتظام. ولكن النظام النقدي أثبت عدم شعبيته حيث لجأ الناس إلى المقايضة بعد بضع سنوات.
صدرت عملات جوسون تونغبو النقدية من عصر سيجونغ فقط في أعوام 1423 (سيجونغ 5) و1424 (سيجونغ 6) و1425 (سيجونغ 7) وتستخدم جميع هذه العملات النقدية بشكل مميز الخط النصي العادي للأحرف الصينية والذي يميل إلى أن يكون مكتوبًا بوضوح وبشكل مميز بينما تميل جوانبها الخلفية إلى أن تكون فارغة (تُعرف الجوانب الخلفية الفارغة باسم «光背»). يبلغ قطر هذه السلسلة الأولى من Joseon Tongbo عمومًا حوالي 24 ملمًا وتميل إلى أن تزن ما بين 3.2 و 4 جرام. صممت هذه العملات النقدية على غرار عصر أسرة تانغ الصينية كايوان تونغباو (開元通寶، جايوون تونغبو ) العملات النقدية.
كان ملوك جوسون يبتكرون باستمرار تشريعات جديدة تهدف إلى الترويج للعملات المعدنية وتشجيع تصنيعها لاستخدامها على نطاق واسع. ومن خلال هذه التدابير، كان الملوك يأملون في تبديد انعدام الثقة العام الذي كان لدى الشعب الكوري تجاه العملات النقدية، وكانوا يأملون أيضًا أن تعمل هذه المراسيم على تعزيز قيمة العملات النقدية الكورية.
بعد الغزو الياباني لكوريا، أصبح من الضروري أن تتداول العملات المعدنية في كوريا، وكان ذلك ضروريًا من أجل شراء الإمدادات العسكرية وتأمين الموارد المالية الوطنية.
في عام 1625، في عهد الملك إنجو ملك جوسون، سكت سلسلة جديدة من العملات النقدية بنفس النقش الذي كان عليه في عهد سيجونغ العظيم. ومن أجل تعزيز تداول العملة الجديدة، حاول الملك إنجو تأجير غرف شاغرة لافتتاح مطاعم جديدة تقبل هذه العملات النقدية، وكانت هذه الغرف تقع أمام قصر كيونغبوك. وكانت هذه محاولة لتشجيع تداول العملات الجديدة، وكان الملك يأمل في فتح أعين الشعب الكوري على قيمة استخدام العملات المعدنية على المقايضة.
 
وسرعان ما سنت الحكومة قوانين وطنية جديدة لتشجيع استخدام العملات المعدنية، على سبيل المثال قانون يسمح للناس بدفع ضرائبهم باستخدام العملات المعدنية. أصبح مطلوبًا من المسؤولين الحكوميين الآن أيضًا استخدام العملات النقدية لدفع نفقاتهم عندما يسافرون كوسيلة للمساعدة في تعزيز تداولها. هناك عامل آخر أدى إلى اعتماد الشعب الكوري للعملة المعدنية على نطاق أوسع هذه المرة وهو حقيقة أن المشاكل الموسمية مثل الجفاف أو انخفاض إنتاجية المحاصيل جعلت من الصعب تصنيع الحبوب والقماش مما أدى إلى انخفاض تداولها.
صدرت السلسلة الثانية من عملة جوسون تونغبو بعد قرنين تقريبًا من السلسلة الأولى، و إصدرت الإصدارات الأولى في عام 1625 (إنجو 3)، وقد كتبت النقوش على هذه العملات النقدية بخط «النمط الرسمي» أو بالبون (八分، «ثمانية أجزاء (نص)»). خلال هذه الحقبة لم تكن الحكومة هي الشركة المصنعة الوحيدة حيث سُمح بممارسة سك العملات الخاصة وبالتالي كانت هذه العملات النقدية متنوعة للغاية.
السلسلة الثانية من عملات جوسون تونغبو النقدية تميل إلى أن يكون لها لون أصفر-بني إلى حد ما ولم تكن شخصيات الهانجا المرسومة عليها موحدة للغاية. يمكن أن تكون حدود الأحرف رفيعة أو سميكة، وصغيرة أو كبيرة. تحتوي بعض أصناف هذه السلسلة على حواف واسعة بينما تميل أنواع أخرى إلى أن تكون ذات حواف ضيقة جدًا. على عكس السلسلة الأولى من عملات جوسون تونغبو النقدية، فإن عملات جوسون تونغبو النقدية ذات النقوش المكتوبة باستخدام محرف النص الكتابي (隸書) أكثر ندرة بكثير.
في عام 1651، أصدر الملك هيوجونغ مرسومًا ملكيًا أمر شعب جوسون باستخدام عملات جوسون تونغبو النقدية، كما حظر استخدام القماش كعملة. خلال هذه الحقبة، سُمح أيضًا بالإنتاج الخاص للعملات النقدية.
أدى الارتفاع المفاجئ والكبير في الإنتاج الزراعي في عهد الملك سكجونغ إلى فتح حوالي 1000 سوق في جميع أنحاء كوريا، مما أدى إلى تطوير التجارة والصناعة في البلاد مما أعطى بدوره سوقًا أكثر ملاءمة لتداول العملات المعدنية. أدى الإنتاج النشط للسلع التي تداولوها والتطور اللاحق للتجارة إلى وجود نظام نقدي مستقر نسبيًا خلال هذه الحقبة. لقد أدت هذه الأسواق الجديدة والتجار الذين جلبتهم معهم إلى زيادة أهمية العملة بشكل كبير، حيث أصبحت العملات النقدية الآن ذات قيمة عالية بسبب سهولة نقلها وتخزينها.
أصبحت هذه السلسلة الثانية من عملات جوسون تونغبو مصدر إلهام لسلسلة سانجبيونج تونغبو التالية، على الرغم من أن هذه العملات المعدنية تعلقت لاحقًا بسبب غزوات جين اللاحقة وتشينغ لجوسون. بعد تلك الحروب أصبحت كوريا تعتمد على استيراد النحاس من اليابان من أجل دعم إنتاج العملات المعدنية.
إنشأ عدد من الإصدارات المختلفة من عملات جوسون تونغبو النقدية بقيمة 10 مون و1 جون حوالي عام 1881، وكانت هذه العملات النقدية تجريبية وبالتالي نادرة جدًا ولم تكتب العديد من السجلات المعاصرة عنها. تميل هذه العملات النقدية إلى أن يبلغ قطرها 45 ملمًا وتميل إلى أن تزن حوالي 30 جرامًا ووفقًا لبعض التقارير كان قطرها 48.2 ملمًا ووزنها 29 جرامًا. بعضها له جوانب خلفية فارغة، ويمكن العثور عليها في نوعين مختلفين يعتمدان على ما إذا كانت الأحرف الصينية على الجانب الأمامي مكتوبة «بخط صغير» (小字) أو «خط كبير» (大字)، في حين أن البعض الآخر يحتوي على حرف هانجا «十» (십، «عشرة») يقع مباشرة فوق الفتحة المركزية المربعة على الظهر.
كانت العملات النقدية لجوسون تونغبو بقيمة 1 جون تُسك أيضًا كإصدار تجريبي وتميل إلى أن يكون لها علامة دار سك النقود التابعة لوزارة الخزانة في جوسون على ظهرها فوق الفتحة المركزية المربعة مباشرةً، وعادةً ما كان يصور هذا الحرف على أنه «戸»، ولكن يمكن أيضًا العثور عليه أحيانًا باسم «户». على الجانب الأيمن من الحفرة المركزية المربعة كانت هناك الأحرف الصينية «一錢«(일전, il jeon )، مما يشير إلى قيمتها الاسمية. ربما كان قطر العملات النقدية من فئة 1 جون جوسون تونغبو 47.6 ملم، ويُزعم أن وزنها كان 31 جرامًا.
خلال الفترة التي صدرت فيها عملات نقدية بقيمة 1 جون جوسون تونغبو، تم تقييم 400 مون (أو 400 عملة نقدية صغيرة بقيمة 1 مون) على أنها تساوي 1 تايل (兩، 양 أو 냥) من الفضة. لذا في النظام الجديد المخطط لعملات جوسون تونغبو النقدية هذه، فإن عملة واحدة بقيمة 1 جون كانت تساوي أربعين عملة بقيمة 10 مون وكانت هي نفسها1⁄10 من التيل.
قد تحتوي المتغيرات الأخرى من عملات 1 جون جوسون تونغبو النقدية على بعض الاختلافات الطفيفة في طريقة كتابة «الرأس» (أو الجزء العلوي) من الحرف الصيني تونغ (通). علاوة على ذلك، قد تكون هناك اختلافات في كيفية كتابة الحرف الصيني Seon (鮮) أيضًا، وقد تكون هناك اختلافات طفيفة في الطريقة التي تُكتب بها الخطوط السفلية الأربع (أو «النقاط») من «魚» بالإضافة إلى الطريقة التي يُنقش بها الجزء العلوي (أو «الرأس») من «羊».
عملة نقدية أخرى منسوبة إلى هذه الفترة هي Shibjeon Tongbo ( 십전통보 يعتقد بعض علماء 十錢通寶 عملات شيبجيون تونغبو النقدية ربما سكت بدءًا من عام 1793 في عهد الملك جونغجو يُعتقد عمومًا أن Shibjeon Tongbo عبارة عن سلسلة من العملات النقدية الصادرة بشكل خاص، وهو ما تدعمه التنوع الشديد بين العينات.
| النقش    | الهانغول | ماكون-رايشاور    | الرومنة المنقحة  | تاريخ التقديم                                  | النصوص                                 | القطر (بالمليمتر)               | وزن (بالجرام)                 | صورة |
| -------- | -------- | ---------------- | ---------------- | ---------------------------------------------- | -------------------------------------- | ------------------------------- | ----------------------------- | ---- |
| 朝鮮通寶 | 조선통보 | تشوسون تونغ بو   | جوسون تونغ بو    | 1423 (المحاولة الأولى) 1625 (المحاولة الثانية) | نص عادي (楷書) «الأسلوب الرسمي» (八分) | 24 ~ 24.5 (1 مون) 45 (10 دقيقة) | 3.2 ~ 4 (1 مون) 30 (10 دقيقة) |      |
| 十錢通寶 | 십전통보 | سيب تشون تونغ بو | شيب جيون تونغ بو | 1651 أو 1793                                   | متنوع                                  | 28 ~ 40                         |                               |      |

#### عملات نقديةمن سانجبيونج تونجبو

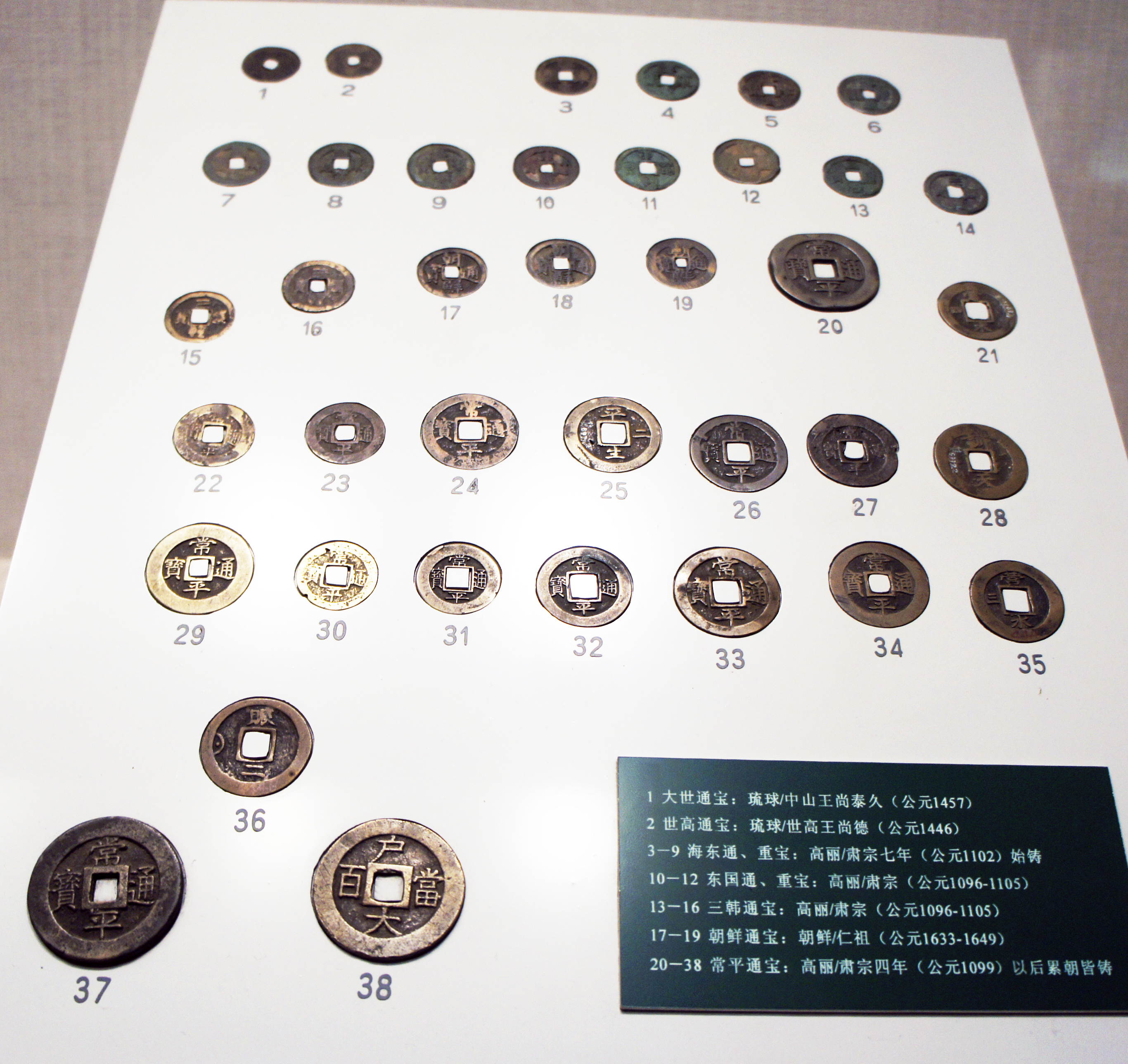
عملات معدنية متنوعة من كوريو وجوسون مع معظمها من فئات سانجبيونج تونجبو الصغيرة إلى الكبيرة. لاحظ أن بعض العملات المعدنية الموجودة في الأعلى هي عملات ريوكيووان مون.

قدمت العملات المعدنية التي أصدرتها منظمة إغاثة المجاعة الحكومية المسماة «مكتب الاستقرار» ( Sangpyeongchong 상평청,常平廳) في عام 1633، وتحمل العملات المعدنية اختصارًا لاسم المكتب مع عبارة Tongbo (통보/"通寶" أو الكنز المتداول) معًا لتشكيل النقش Sangpyeong Tongbo ( 상평통보 ، 常平通寶) والتي يمكن تفسيرها على أنها «عملة زوجية دائمًا» وكانت هذه العملات الأولى التي أصدرتها سانجبيونجتشونج ذات جوانب خلفية فارغة. يمثل الشكل الدائري للعملة النقدية السماء، ويمثل الثقب المربع الموجود في العملة المعدنية الوسطى الأرض. عملت وكالة سانجبيونجتشونغ كوكالة لتخزين الحبوب لتخزين الحبوب في السنوات التي يكون فيها الحصاد جيدًا، ثم في السنوات التي يكون فيها الحصاد أقل نجاحًا، تكون وكالة سانجبيونجتشونغ قادرة على توزيع الحبوب المخزنة لمنع حدوث مجاعة كبرى.
كان اعتماد عملة سانجبيونج تونجبو بطيئًا، وذلك لأن الاقتصاد الكوري لم يكن في حاجة كبيرة إلى العملات المعدنية بكميات «تجارية». صب سانجبيونج تونجبو في مجموعة واسعة من الأوزان والقيم الاسمية، وكذلك في سبائك النحاس المختلفة. بدأت هذه العملات المعدنية الجديدة في التداول في جميع أنحاء جوسون في عام 1678 أثناء حكم الملك سكجونغ من جوسون.
على عكس العملات المعدنية التي سكت في وقت سابق من فترة جيوريو، لم تحمل أي عملة مون إنتجت في عهد سلالة جوسون نقش وونبو (元寶، 원보 ) على أي فئة كبيرة لأن التسمية الصينية محرمة حيث الحرف «元» (هانغول: 원 ) لا يجوز استخدامها لأنها كانت جزءًا من الاسم الأصلي لهونغ وو، الإمبراطور المؤسس لسلالة مينغ، والتي كانت جوسون دولة تابعة لها. لهذا السبب، تحمل جميع العملات المعدنية من فئة 100 مون أيضًا نقش «常平通寶»، مما يعطي كل عملة من هذه الفترة نفس الوجه تمامًا.
مع تحقيق صحيفة سانجبيونج تونجبو لتوزيعها على مستوى البلاد، أصبح من الممكن الآن للناس تجميع الثروة.
صنعت العملات النقدية باستخدام تقنية صب خاصة حيث صبت عملة الأم (母錢، 모전 )، أو عملة البذرة، استخدمت للسماح لجميع العملات المعدنية في نفس السلسلة بالتشابه مع بعضها البعض مع وجود اختلافات ضئيلة جدًا بينها. أٌعدت العملة الأم في البداية عن طريق نقش نمط يحمل أسطورة العملة النقدية التي كان لابد من تصنيعها. في عملية التصنيع، استخدمت العملات المعدنية الأم لطباعة التصميم في قوالب مصنوعة من معادن سهلة التشغيل مثل القصدير، ثم وضعت هذه القوالب في إطار مستطيل مصنوع من خشب الكمثرى مملوء بالرمل الرطب الناعم، وربما مخلوطًا بالطين، ومعزز إما بالفحم أو غبار الفحم للسماح للمعدن المنصهر بالتدفق بسلاسة، ويعمل هذا الإطار كطبقة تفصل بين جزأين من قوالب العملة. استعادت العملة الأم من قبل الأشخاص الذين قاموا بصب العملات ووضعها فوق الإطار الثاني وتكررت العملية المذكورة أعلاه حتى تشكلت خمس عشرة طبقة من القوالب بناءً على هذه العملة الأم الوحيدة. بعد تبريد «شجرة العملات» (錢樹, 전수) أو عصا معدنية طويلة مع العملات النقدية الطازجة المرفقة على شكل «فروع» تستخرج من القالب ويمكن كسر هذه العملات وإذا لزم الأمر تنظف ثقوبها المربعة، بعد ذلك توضع العملات على قضيب معدني طويل لإزالة الحواف الخشنة لمئات العملات في نفس الوقت ومن ثم يمكن ربط هذه العملات النقدية معًا ودخولها في التداول. بسبب الطريقة التي بدت بها عملات سانجبيونج تونجبو النقدية مثل أوراق فرع شجرة أثناء هذه العملية، فقد عُرفت باسم يوبجيون (葉錢) والتي يمكن ترجمتها إلى «عملة ورقية».
لقد أدى النجاح الواسع النطاق لعملات سانجبيونج تونجبو النقدية أيضًا إلى العديد من التغييرات الاجتماعية في المجتمع الكوري. كان ظهور البيولجون أحد هذه التغييرات، وهي أشياء زخرفية غير نقدية تعكس رغبة الناس في اكتساب المزيد من الثروة.
بين عامي 1742 و1752، صبت كميات كبيرة من عملات دانجيجون (2 مون) النقدية من سانجبيونج تونجبو والتي تحتوي على حرف من الأبجدية الكلاسيكية ألف حرف أو أنواع مختلفة أخرى من الرموز والكلمات في الجزء السفلي من جوانبها الخلفية. كان لدى العديد من عملات دانجيجون النقدية هذه أيضًا رقمًا أو دائرة أو هلالًا على الجانب الأيسر أو الأيمن من فتحة مركز المربع. من غير المعروف حاليًا ما إذا كانت هذه الرموز تمثل أرقام الفرن أو السلسلة أو فترات الصب أو الأشهر أو السنوات، أو ما إذا كانت هذه الرموز قد أضيفت فقط لكل دفعة جديدة من العملات الأم.
كان بإمكان 1 تايل من عملات سانجبيونج تونجبو النقدية شراء 20 كيلوغرامًا من الأرز، وكان بإمكان 4 تايل من عملات سانجبيونج تونجبو النقدية شراء 80 كيلوغرامًا من الأرز أو 1 تايل من الفضة. تبلغ قيمة القطعة الواحدة، أو العملة المعدنية (分, 푼)، ما بين 200 إلى 300 وون كوري جنوبي في عام 2019 (أو 0.16 إلى 0.25 دولار أمريكي ). القيمة المنخفضة عمومًا لعملات سانجبيونج تونجبو النقدية ذات الفئة الصغيرة هي أيضًا أصل العبارة الكورية الشائعة «أعطني كلمة واحدة!»، والتي تُستخدم مجازيًا للإشارة إلى سعر السلعة الرخيصة. في كتابه «الحياة في كوريا» الصادر عام 1888، ذكر ويليام ريتشارد تشارلز أن قيمة عملة سانجبيونج تونجبو النقدية بقيمة 1 مون كانت مماثلة لقيمة الفاردينج، وهي عملة بقيمة 10 ...1⁄960 جنيه إسترليني.
تميل معظم عملات سانجبيونج تونجبو النقدية إلى أن تكون عالية الجودة ولها لون مصفر وحروف صينية مكتوبة بوضوح شديد، وقد إنتجت عادةً في وقت سابق في إحدى دور سك النقود الحكومية الخمسين، بينما تميل عملات سانجبيونج تونجبو النقدية الأقل دقة والتي تتميز بمظهر بدائي إلى حد ما ولون أسود وحروف صينية أقل وضوحًا إلى أن تُصنع لاحقًا في إصدارات خاصة.

#### أنواع وتصنيفاتسانجبيونج تونجبو

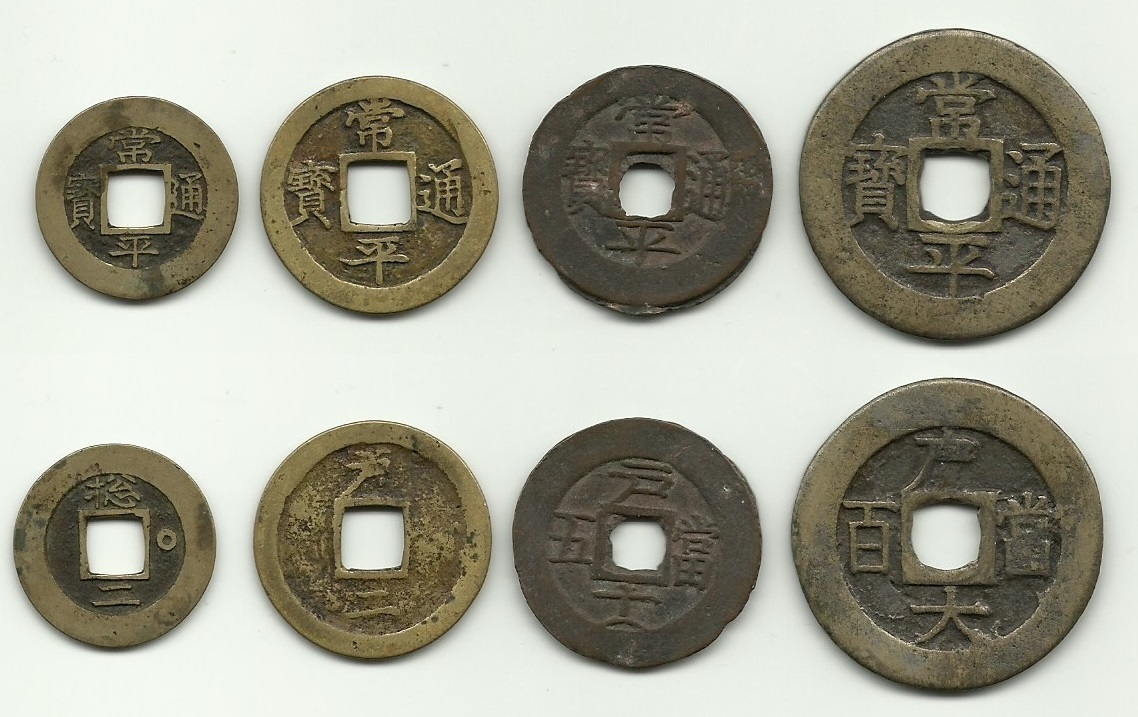
جميع فئات سلسلة العملات النقدية Sangpyeong Tongbo (常平通寶). من اليسار إلى اليمين Dangiljeon (當一錢)، Dangijeon (當二錢)، Dangojeon (當五錢)، و Dangbaekjeon (當百錢).

كانت العملات النقدية الأكثر شيوعًا في سانجبيونج تونغبو هي العملات ذات الـ 1 مون، ولكن أيضًا سكت العملات النقدية المبكرة بقيمة 2 مون، وكانت أقدم العملات النقدية بقيمة 2 مون تحمل الحرف الصيني «二«(이) على ظهرها، ولكن الإصدارات اللاحقة من العملات النقدية بقيمة 2 مون لا يمكن تمييزها إلا من خلال حقيقة أنها كانت أكبر حجمًا من العملات النقدية بقيمة 1 مون.
عُرفت فئات عملات Sangpyeong Tongbo النقدية باسم Dangiljeon (當一錢)، وDangijeon (當二錢)، وdangojeon (當五錢)، و Dangbaekjeon (當百錢) بناءً على قيمتها.
نظرًا لعدم الاحتفاظ بالسجلات بشكل نشط، فمن غير المعروف حاليًا عدد المتغيرات المختلفة لعملات سانجبيونج تونجبو النقدية التي سكت، وكمية كل فئة على حدة (باستثناء عملة 100 مون، والتي سكت ما مجموعه 1784038 منها).
هناك 3078 نوعًا من فئات 1 و2 و5 مون، و48 نوعًا من فئة 100 مون موثقة في كتالوج العملات الكورية الرسمي ( هانجا: 高麗朝鮮時代貨幣؛ هانغول: 고여조선시대화폐 )، في حين أن هناك ما يقدر بأكثر من 5000 نوع مختلف من عملات سانجبيونج تونجبو المصبوبة في تاريخ إنتاجها الممتد على مدار 258 عامًا، مع وجود العديد من أنواع السلسلة غير الموثقة حتى الآن.
وفقًا لعالم العملات آلان دي كريج، كان لدى بنك كوريا في السابق 3137 نوعًا مختلفًا من العملات النقدية سانجبيونج تونجبو في مجموعته.
| فئة     | هانجا  | الهانغول | القطر (بالمليمتر) | بلح | ملحوظات | الصورة الأمامية | الصورة العكسية |
| ------- | ------ | -------- | ----------------- | --- | --- | --------------- | -------------- |
| 1 مون   | 一文   | 일문     | 24–25             | 1633 | |                 |                |
| 2 مون   | 二文   | 이문     | 27–29             | 1679 | كانت الإصدارات الأقدم تحمل الحرف الصيني «二 «(이) على الجانب الخلفي منها، ولكن الإصدارات اللاحقة لا يمكن تمييزها إلا من خلال حقيقة أنها كانت أكبر حجمًا من العملات النقدية بقيمة 1 مون. |                 |                |
| 5 مون   | 五文   | 오문     | 31–33             | 1883 | تحتوي على النقش «當五»، ولهذا تُعرف باسم "當五錢" ( 당오전 ). |                 |                |
| 100 مون | 百文 : | 백문     | 40.6              | 12 ديسمبر 1866 (تاريخ أول سك للعملة من قبل وزارة الخزانة في حكومة جوسون.) 15 يناير 1867 (تاريخ بدء تداولها بين عامة الناس). 16 يونيو 1867 (التاريخ الذي توقفت فيه حكومة جوسون عن إنتاج هذه العملات المعدنية.) | العملات المعدنية من فئة 100 مون هي الفئة الوحيدة الموثقة بدقة والتي توجد سجلات لها. كانت جميع العملات المعدنية التي تنتجها الحكومة من فئة 100 مون دائمًا ذات سمك 2.8 مليمتر ووزن 25.1 جرام. تم إنتاج هذه العملات المعدنية لمدة إجمالية تبلغ 172 يومًا منذ تاريخ الإنتاج الأول حتى التوقف عن إنتاجها. |                 |                |

#### عملة 100 مون والتضخم
فئة الـ 100 مون ( دانغبيكجون أو تانغبيكجون ،當百錢/ 당백전) قدمت في عام 1866 من قبل الوصي هنغسون دايوونغن لتمويل النفقات العسكرية للدولة لتعزيز القوة العسكرية لكوريا. وكان ذلك بهدف التنافس مع القوى الغربية التي كانت تشكل تهديدًا متزايدًا، بالإضافة إلى إعادة بناء قصر غيونغبوك.
بعد تقديمه، بدأ المون يعاني من التضخم. ويرجع ذلك إلى أن القيمة الجوهرية لعملة الـ 100 مون كانت خمسة إلى ستة أضعاف القيمة الجوهرية لعملة الـ 5 مون، مما أدى إلى ارتفاع أسعار الأرز للمستهلك ستة أضعاف في غضون عامين. وقد أدى هذا في النهاية إلى تفضيل التجار للعملات الأجنبية الفضية مثل البيزو المكسيكي والين الياباني والروبل الروسي والجنيه الصيني. نتيجة لذلك، بدأ بعض الأشخاص في صهر عملات سانجبيونج تونجبو النقدية الأصغر حجمًا لصنع أموال مزيفة. كان الأشخاص الذين لديهم عملات سانجبيونج تونجبو القديمة والأقل قيمة يتجنبون استبدالها بعملات 100 مون الأحدث، ويمنعون عملات سانجبيونج تونجبو الخاصة بهم من السوق. سيتوقف إنتاج سلسلة 100 مون الجديدة في أبريل 1867 بعد إنتاجها لمدة 172 يومًا فقط. على الرغم من توقف إنتاجها، استمرت حكومة جوسون في توزيعها في الأسواق الكورية حتى أقنع تشوي إيك هيون الحكومة بأن هذه العملات المعدنية لها تأثير سلبي على كل فئة من فئات المجتمع الكوري.
قدمت عملة 100 مون بالتزامن مع عملة 100 مون Tenpō Tsūhō التي أصدرتها شوغونية توكوغاوا في عام 1835 (ردًا على العجز الحكومي)، وعملة 100 وين التي أصدرتها أسرة تشينغ في عام 1853 (ردًا على تمرد تايبينغ )، وعملات ريوكيوان النقدية بقيمة 100 مون  ونصف شو، والعملات النقدية الكبيرة Tự Đức Bảo Sao في فيتنام. كما تسببت كل هذه العملات النقدية الكبيرة في حدوث تضخم بمستويات مماثلة.

#### مقدمة عن العملات النقدية لسلالة تشينغ
في أعقاب حظر تداول عملات دانجبايكجون النقدية، بدأت الحكومة تتلقى خسائر فادحة. ومن ثم، لتأمين مصدر آخر للدخل وتغطية خسائرها، شرعت حكومة جوسون في استخدام العملة الصينية من سلالة تشينغ في كوريا في يونيو 1867، وقد قاموا بتهريب هذه العملات النقدية الصينية إلى كوريا بواسطة مترجمين كوريين للغة الصينية الماندرينية. من بين نقوش العملات النقدية من سلالة تشينغ التي استوردتها كانت جيا تشينغ تونغباو (嘉慶通寶)، وداوجوانج تونغباو (道光通寶)، وتونغتشي تونغباو (同治通寶)، وقد تداولوها رسميًا في كوريا على قدم المساواة مع العملات النقدية المحلية سانجبيونج تونغبو، على الرغم من حقيقة أن هذه العملات النقدية من سلالة تشينغ لم يكن لها سوى حوالي1⁄3 من القيمة الجوهرية لعملات سانجبيونج تونجبو النقدية.
في السنة الحادية عشرة من حكم الملك جوجونغ (1874)، في يناير من ذلك العام حظرت جوسون تداول العملات النقدية الصينية داخل حدودها، لأن العملة الصينية تسببت في تسريع ارتفاع الأسعار تمامًا كما حدث مع عملة داي دونج جون لاحقًا. بلغ إجمالي كمية العملات النقدية الصينية المتداولة في ذلك الوقت ثلاثة أو أربعة ملايين يانغ. وكان هذا بقدر ما3⁄10 أو4⁄10 من العملات النقدية المميزة من سانجبيونج تونجبو.
وقد أدى هذا الانكماش المفاجئ في حجم النقود المتداولة إلى كساد اقتصادي وارتفاع معدلات البطالة.

### عملة 5 مون والإصدارات اللاحقة
قدمت الحكومة الكورية عملة دانجوجون (當五錢، 당오전، أو تانجوجون ) في عام 1883، ومثل عملة دانجبايكجون السابقة وإضفاء الشرعية على أموال تشينغ الصينية، تسببت هذه الفئة أيضًا في انخفاض حاد في قيمة العملات المعدنية مما جلب الكثير من الاضطرابات للاقتصاد الكوري. كانت عملات دانجوجون النقدية أكبر قليلاً من عملات سانجبيونج تونجبو النقدية ذات القيمة الثانية. وقد أدى إدخال هذه الفئة أيضًا إلى ارتفاع أسعار السلع المختلفة مثل الأقمشة القطنية والأرز.
لم تكن التأثيرات التي أحدثها دانجوجون سيئة مثل تلك التي سببتها المبالغة في تقدير قيمة عملات دانبايكجون النقدية، ولكن التأثيرات لم تكن مفيدة على الرغم من ذلك لكل من الاقتصاد الكوري والنظام النقدي الكوري. كانت كل من عملات دانبايكجون النقدية ودانجوجون النقدية بمثابة أعراض للاضطرابات الكبيرة التي حدثت داخل العائلة المالكة ومستشاريها في عهد الملك جوجونج. منذ هذه النقطة فصاعدًا، بدأت العملة اليابانية تغمر السوق الكورية وبدأت العملة الكورية تفقد قوتها.
بعد أن أنشأ الملك جوجونج دار سك العملة في جونوانجوك عام 1883 في إنتشون بهدف تبني عملة أكثر شبهاً بالمعايير الدولية، مما أدى إلى التخلص التدريجي من عملات سانجبيونج تونجبو النحاسية لصالح اليانغ الفضي بعد اعتماد معيار الفضة.

## علامات سك النقود المعدنية

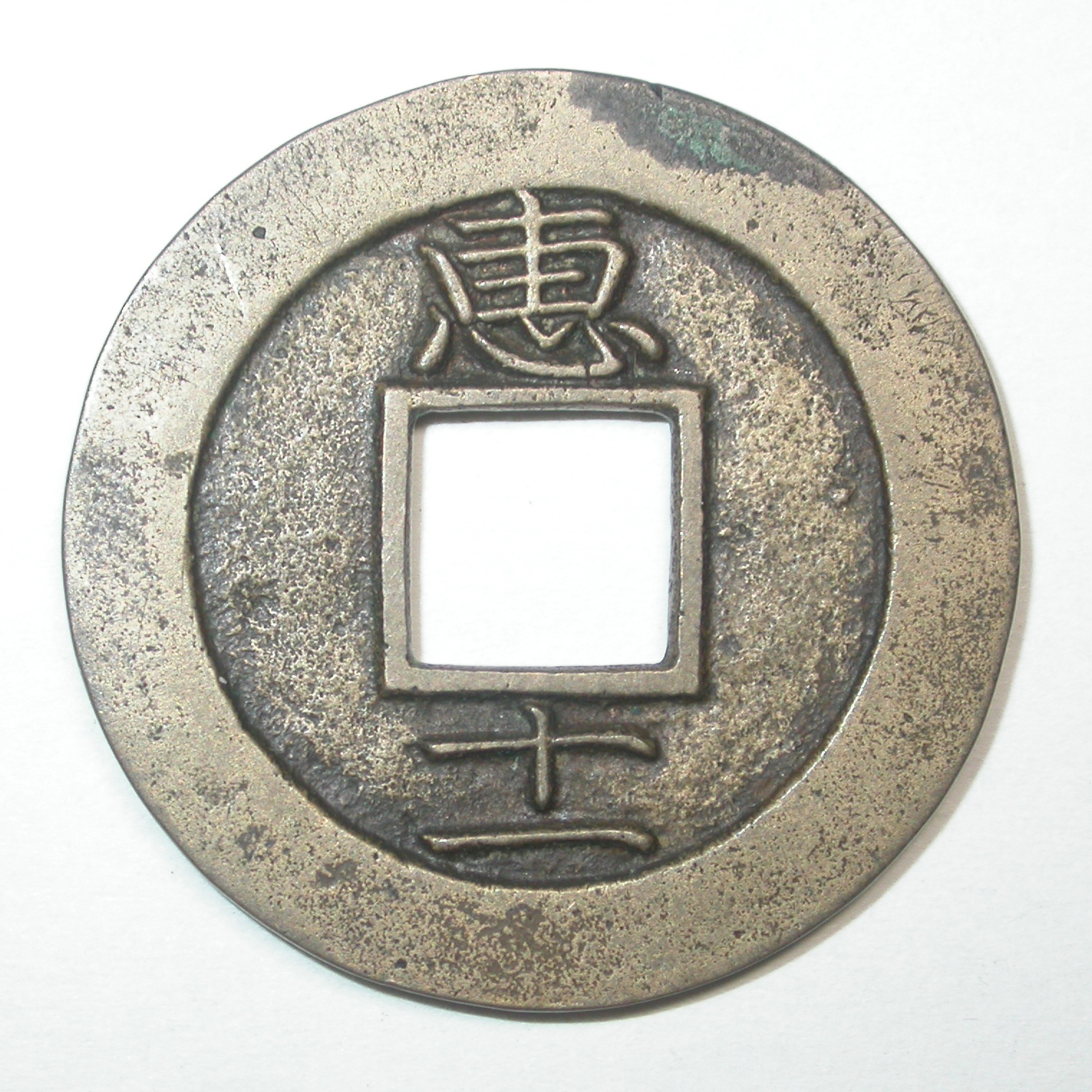
عملة معدنية أصدرتها إدارة الأرز والقماش (宣惠廳) تحتوي على علامة الدار النقدية «惠».

في الأصل كان مكتب الاستقرار أو سانجبيونجتشونغ (상평청، 常平廳) هو أول وكالة تسك عملات سانجبيونج تونجبو في عام 1633، وفي نهاية المطاف بدأت العديد من الوكالات الحكومية الأخرى (بما في ذلك المكاتب العسكرية والوزارات الستة في جوسون) في إنتاج هذه العملات التي تحتوي على علامات سك مختلفة لتحديد أصلها. في الوقت الذي استبدل عملة مون بعملة يانج في عام 1892، كان هناك 52 دار سك حكومية تعمل على إنتاج عملات مون محليًا.

## رموز وأرقام وأحرف خاصة أخرى مستخدمة على عملاتسانجبيونج تونجبوالنقدية
كما استخدمت رموز أخرى مختلفة لتحديد العملات المعدنية المحددة مثل «الألف حرف الكلاسيكي»، وأرقام «الفرن» و«السلسلة»، مثل العناصر الخمسةوالرموز الفلكية والثمانية تريجرامات والعشر سيقان السماوية والفروع الأرضية الاثني عشر، بالإضافة إلى مجموعة متنوعة من الأحرف ذات الغرض غير المعروف. وضعت علامات دار السك فوق الفتحة المربعة على الجانب الخلفي، بينما وضعت علامات الفرن والأحرف الصينية الأخرى أدناه، وكانت الرموز الخاصة مثل النقاط والدوائر والأهلة والخطوط الأفقية والخطوط الرأسية تظهر عمومًا إما على يسار أو يمين الفتحة المربعة.
باستثناء العملات المعدنية التي أنتجها مكتب حكومة حصن جبل بوكهان والتي تحمل الحرف (經/경) المكتوب بخط التشغيل، فإن جميع أحرف هانجا على جانبي كل عملة نقدية من سانجبيونج تونجبو مكتوبة بخط عادي. على الرغم من أن الحرف (통) يحتوي فقط على نقطة واحدة وهي سمة من سمات النص الكتابي، فإن إصدارات النص العادي تحتوي عادةً على نقطتين.

### الأرقام والنجوم والشمس والإنسان
في عام 1742 بدأت تظهر أحرف خاصة على الجوانب الخلفية لبعض العملات النقدية في سانجبيونج تونجبو ، وقد استخدمت العديد من هذه الأحرف الخاصة للإشارة إلى الفرن الذي استخدم لإنتاجها أو إلى أي «سلسلة» تنتمي إليها. قد يكون رقم السلسلة على اليسار، أو اليمين، أو في أسفل الفتحة المركزية للعملة المعدنية. قد يكون اسم الفرن عبارة عن رقم أو حرف من كتاب ألف حرف الكلاسيكي.
في حين أن معظم هذه كانت أحرف هانجا، إلا أن بعضها كان يحتوي أيضًا على نقاط ودوائر وأهلة وخطوط أفقية كانت تستخدم لتمثيل أشياء مثل النجوم (星) والشمس (日) والقمر (月) والإنسان (人).
| رمز              | تاريخ التقديم | صورة |
| ---------------- | ------------- | ---- |
| «نجم» (نقطة)     | 1742          |      |
| «شمس» (دائرة)    | 1742          |      |
| «قمر» (هلال)     | 1742          |      |
| «رجل» (خط عمودي) | 1742          |      |

### ألف حرف كلاسيكي
احتوت بعض عملات سانجبيونج تونغبو النقدية على أحرف من كتاب ألف حرف كلاسيكي (千字文، Ch'ŏnjamun ) لتحديد الفرن الذي صبت فيه، وقد استخدم كتاب ألف حرف كلاسيكي في الشرق الأقصى لتدريس الحروف الصينية وكان عبارة عن قصيدة كبيرة تتكون من 250 عبارة، حيث تتكون كل عبارة من هذه العبارات من 4 أحرف هانجا فقط. يتألف كتاب «ألف حرف كلاسيكي» بأكمله من 1000 حرف صيني ولا يوجد حرف واحد مكرر في أي نقطة.
منذ عام 1742، بدأ استخدام أول 44 حرفًا من نظام الألف حرف الكلاسيكي على بعض عملات سانجبيونج تونجبو النقدية للإشارة إلى رقم الفرن، بينما استخدمت بعض عملات سانجبيونج تونجبو النقدية أرقامًا صينية خصيصًا لهذا الغرض، واستخدم البعض الآخر هذا النظام بسبب الطبيعة غير المتكررة لنظام الألف حرف الكلاسيكي، وغالبًا ما يستخدم كنظام ترقيم للأرقام من 1 إلى 1000. كانت أحرف الألف حرف الكلاسيكية توضع عادةً في الأسفل (غالبًا أسفل الفتحة المركزية المربعة مباشرةً) على الجانب الخلفي من عملات سانجبيونج تونجبو النقدية.

### العناصر الخمسة
استخدمت بعض عملات سانجبيونج تونجبو النقدية العناصر الخمسة (오행) للإشارة إلى أرقام الفرن أو رقم «االسلسلة».
| شخصية ( هانجا ) | شخصية ( هانغول ) | الاسم الكوري | إنجليزي | سنة التقديم | صورة |
| --------------- | ---------------- | ------------ | ------- | ----------- | ---- |
| 金              | 금               | كم           | معدن    | 1752        |      |
| 木              | أنا              | موك          | خشب     | 1752        |      |
| ماء             | نعم              | سو           | ماء     | 1752        |      |
| 火              | هو               | هوا          | نار     | 1752        |      |
| 土              | توتو             | ل            | أرض     | 1752        |      |

### السيقان السماوية العشرة
استخدمت السيقان السماوية العشرة (천간) كنظام «ترقيم» آخر لعملات سانجبيونج تونجبو النقدية لأرقام الفرن أو «السلسلة».
| رمز ( هانجا ) | رمز ( هانغول ) | الاسم الكوري | الرقم الممثل | صورة |
| ------------- | -------------- | ------------ | ------------ | ---- |
| 甲            | 갑             | فجوة         | واحد         |      |
| 乙            | يان            | يول          | اثنين        |      |
| ب             | بِـيـان         | بيونغ        | ثلاثة        |      |
| ب             | 정             | جونغ         | أربعة        |      |
| أنا           | 무             | مو           | خمسة         |      |
| 己            | 기             | جي           | ستة          |      |
| 庚            | 경             | جيونج        | سبعة         |      |
| 辛            | 신             | الخطيئة      | ثمانية       |      |
| 壬            | 임             | أنا          | تسعة         |      |
| 癸            | 계             | جيه          | عشرة         |      |

### الفروع الأرضية الإثني عشر
مثلما تستخدم السيقان السماوية العشر لترقيم عملات سانجبيونج تونجبو النقدية، فإن الفروع الأرضية الاثني عشر (지지، أو «الفروع الأرضية الاثني عشر»)، وهو نظام آخر يستخدم في دورة الستينات في التقويم الصيني التقليدي (육십갑자)، استخدم للإشارة إلى أرقام الفرن أو «السلسلة».
| شخصية ( هانجا ) | شخصية ( هانغول ) | كوري ( ر ر ) | الرقم الممثل | صورة |
| --------------- | ---------------- | ------------ | ------------ | ---- |
| 子              | 자               | نعم          | واحد         |      |
| ب               | 축               | تشوك         | اثنين        |      |
| 寅              | ان               | في           | ثلاثة        |      |
| 卯              | 묘               | ميو          | أربعة        |      |
| شوكة            | 진               | جين          | خمسة         |      |
| 巳              | 사               | سا           | ستة          |      |
| 午              | أوه              | ا            | سبعة         |      |
| 未              | أنا              | مي           | ثمانية       |      |
| 申              | 신               | الخطيئة      | تسعة         |      |
| 酉              | 유               | يو           | عشرة         |      |
| أنا             | 술               | سول          | أحد عشر      |      |
| 亥              | هي               | هاى          | اثنا عشر     |      |

### عملات نقدية تحمل الحرف "☳"
عدد صغير من عملات سانجبيونج تونجبو النقدية بقيمة 2 مون (當二錢، dangijeon، «قيمة اثنين (عملات)») التي صنعها مكتب البحرية في تونج يونج مع الأحرف ذات الترايجرامات الثمانية (팔괘) عليها. كتب الحرف «☳» («الرعد») على ظهرها بالإضافة إلى عدد من أحرف الهانجا الأخرى.
| شخصية | هانجا / هانغول | كوري ( ر ر ) | معنى | صورة |
| ----- | -------------- | ------------ | ---- | ---- |
| ☳     | 震 / 진        | جين          | رعد  |      |

### الأحرف المتنوعة
هناك أيضًا عدد كبير من أحرف هانجا المتنوعة الموجودة على الجانب الخلفي من عملات سانجبيونج تونجبو النقدية والتي لا يُعرف معناها أو ما تمثله حاليًا.
تتضمن بعض هذه الأحرف الصينية ما يلي:

## العملات المعدنية التي ضربت آليًا
خلال ثمانينيات وتسعينيات القرن التاسع عشر، قامت الحكومة الكورية بتجربة العديد من تصميمات العملات المعدنية المثقوبة والمضروبة آليًا، ومن غير المعروف ما إذا كانت بعض هذه العملات المعدنية قد دخلت التداول.
في حين أنه في عام 1892، كان إنتاج سلسلة سانجبيونج تونجبو من العملات النقدية الذي استمر لأكثر من 250 عامًا قد انتهى، قبل عقد من الزمان في عام 1882 (أو جوجونج 19)، كانت الحكومة الكورية قد جربت إنشاء عملات معدنية مضروبة آليًا بناءً على التصاميم وأنماط التصميم الغربية. كانت الإصدارات الأولى مصنوعة من الفضة وكانت تفتقر إلى تصميمات الثقب المركزي المربع المميزة للعملات الكورية السابقة والمعاصرة.

### عملات نقديةمن نوع سانجبيونج تونجبوضربت بواسطة آلة
خلال هذه الفترة، قامت دار سك العملة المركزية (典圜局, 전원국) بإنشاء عملة نقدية من النحاس من طراز سانجبيونج تونجبو ذات ثقب مركزي دائري.
قطع ما لا يقل عن ثلاث مجموعات مختلفة من القوالب لعملات نقدية بقيمة 5 مون من سانجبيونج تونجبو، والتي ضربت آليًا، وكانت هذه التصميمات تشبه إصدارات <i id="mwC2w">يوبجيون</i> المصبوبة بقيمة 5 مون من العملات المعدنية الصادرة عام 1883. ومن المعروف أن واحدة فقط من هذه المجموعات الثلاث نقشت فعليًا. في عام 1891، قام النقاش الرئيسي في دار سك العملة في أوساكا باليابان، ماسودا، بإنشاء هذا التصميم. لم يتداول سوى تصميم واحد فقط من هذه التصاميم الثلاثة (بشكل محدود للغاية).
نظرًا لأن آلات دار السك لم تكن مناسبة لعمل ثقوب مركزية في العملات المعدنية، فقد قاموا بالتخلي في النهاية عن التصميمات القديمة.

### عملات داي دونج
عندما فتحت كوريا مدنها الساحلية للتجارة مع رجال الأعمال اليابانيين بعد معاهدة اليابان وكوريا عام 1876 ، أصبح من الواضح أن العملات النقدية الصغيرة سانجبيونج تونجبو لم تكن ملائمة على الإطلاق لإجراء الأعمال التجارية التي تتطلب إجراء معاملات أكبر، وهذا ألهم إنشاء سلسلة جديدة من العملات المعدنية المصنوعة من الفضة. خلال هذه الفترة أصبح التأثير الياباني أكثر تدخلاً في المجتمع الكوري.
كانت جميع هذه العملات تحمل الأحرف «大東» (대동، dae dong، والتي تُرجمت حرفيًا إلى «الشرق الأعظم» والتي كانت أحد الأسماء البديلة لكوريا) في نقوش وجهها الأمامي. صٌنعت جميع هذه العملات المعدنية الجديدة بواسطة دار سك النقود التابعة لوزارة الخزانة (戶曹局, 호조국)، وكانت هذه الدار مسؤولة أيضًا عن تصنيع العملات النقدية سانجبيونج تونجبو . كان الفارق الرئيسي هو أن علامة دار السك «戶«(호) على العملة المعدنية المضروبة كانت تقع في منتصف دائرة، وكانت هذه الدائرة نفسها تقع في وسط الجانب الخلفي للعملة وكانت محاطة بمينا ملونة (كانت ملونة إما باللون الأزرق أو الأخضر أو الأسود). وتقدر قيمة العينات التي لا تحتوي على الزخارف الملونة بنحو نصف القيمة الطبيعية لعملات داي دونج الملونة. هناك العديد من أنواع مجموعات التجارب من 1 و2 و3 جيون موجودة.
قائمة عملات داي دونج:
بخلاف أنماط التصميم الشاملة، هناك أنواع متعددة من عملة 3 جيون (錢، 전)، وتشمل هذه المتغيرات بناءً على أحجام الأحرف (حرف كبير، وحرف متوسط، وحرف صغير). كان يُنظر إلى عملات داي دونغ المعدنية على أنها مجرد مسألة مؤقتة حتى تنتج المزيد من العملات المعدنية الغربية.
لم تنجح هذه العملات المعدنية الجديدة التي ضربت آليًا في استقرار النظام النقدي الكوري، وكان ذلك بسبب ارتفاع سعر الفضة بالإضافة إلى التكلفة العالية للحصول على الآلات اللازمة لإنتاجها وعملية الإنتاج نفسها. لقد أصبحت قضية ضخمة عندما بدأ نبلاء اليانغبان في تخزين هذه العملات المعدنية للتصدير لتحقيق الربح، حيث صهرت وإعيد صياغتها على شكل سبائك «فضة حوافر الخيول» (馬蹄銀). ونتيجة لهذا، أوقف إنتاجها في يونيو من عام 1883، بعد عام واحد فقط من تقديمها لأول مرة. وفي العام نفسه، اشترت الحكومة الكورية معدات لإنتاج العملات المعدنية المضروبة من الإمبراطورية الألمانية.

### دار سك النقود الحكومية الكورية في سول تصدر عملات معدنية
بعد نصف عقد من إصدار عملات داي دونج، بين عامي 1886 و1888 (بدءًا من «開國 497»، أو كايجوك 497)، بدأت دار سك العملة الحكومية الكورية في سول (京成典圜局، 경성전환국)، والتي افتتحت في نوفمبر 1886 في نامدايمن، في إنتاج عدد صغير من العملات المعدنية التي ضربت آليًا والمقومة بمون (文، 문) وهوان (تحذير، «وهان» 圜، 환). وكان المشرف العام على الدار في ذلك الوقت هو بول جورج فون مولندورف. كان لدى موليندورف زوج من المقالات التي ضربت في ألمانيا، كانت هذه العملات المعدنية تحمل أنماطًا مماثلة لتلك الموجودة على العملات اليابانية المعاصرة - تنين محاط بنقوش على الجانب الأمامي من العملة وإكليل مع شعار يحيط بالفئة على الجانب الخلفي من العملة. في هذا النظام كان المون يستحق1⁄1000 «تحذير». ستنتج فقط في ثلاث فئات مختلفة، وهي 5 مون (5 文)، و10 مون (10 文)، و1 وار (1 圜).
سكت العملات المعدنية المضروبة من السلسلة الثانية لأول مرة بمساعدة فنيين يابانيين وفي عام 1886 بمساعدة ثلاثة فنيين ألمان. ولكن بما أنه سرعان ما ثبت أن الفنيين الألمان مكلفون للغاية بالنسبة للحكومة الكورية، فقد استبدلوهم بموظفين من دار سك العملة اليابانية في أوساكا بعد عام واحد فقط في عام 1887. بحلول أواخر عام 1887، كان هناك أكثر من 20 عاملاً يابانيًا في طاقم العمل.
قبل أن تعد أي من هذه العملات المعدنية المصممة حديثًا للتداول العام، حاول سياسي كوري إعادة الإصلاحات النقدية نحو تصميمات العملات القديمة ولم تشهد هذه العملات الجديدة الكثير من التداول.
قائمة العملات المعدنية التي سكت آليًا بواسطة دار سك العملة الحكومية الكورية في سيول:
سك ما مجموعه 1300 قطعة نقدية فقط من فئة 1 وون، مما يجعلها نادرة للغاية. في حين لم تنشر أرقام سك العملات المعدنية من فئة 5 و10 مون، فإن القيمة الإجمالية للعملات المعدنية المضروبة بلغت حوالي 2800 مون. نظرًا لأن هذه العملات المعدنية الجديدة لم تحظ بقبول جيد من قبل الجمهور الكوري، فقد سحبت من التداول قريبًا.

## عملات تذكارية

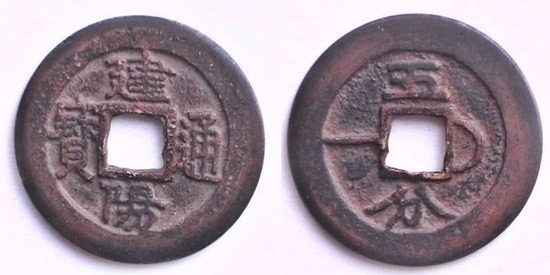
عملة جيونيانج تونجبو (建陽通寶) النقدية التذكارية.

وفي أعقاب توقيع معاهدة شيمونوسيكي في أبريل 1895، التي أنهت الحرب الصينية اليابانية، تضمنت المعاهدة أحكاماً جعلت كوريا مستقلة تماماً عن أسرة تشينغ التي حكمت الصين. في عام 1896، تكريمًا لهذا الاستقلال الجديد، اعتمد الملك غوجونغ اللقب الملكي جيون يانغ (建陽، «مؤسس متفوق») وللمرة الأولى في تاريخ النقد الكوري، سكت عملة نقدية تحمل لقب عام حكم الملك، جيون يانغ تونغبو (建陽通寶، 건양통보). كانت هذه عملات نقدية تذكارية ولم تطرح في التداول العام.

## الأوراق النقدية
خلال أواخر القرن التاسع عشر، إصدرت الأوراق النقدية الحديثة الوحيدة المتداولة في كوريا من قبل بنك داي إيتشي، وهو بنك ياباني يدير عدة فروع في كوريا. بعد إنشاء دائرة الجمارك الكورية في عام 1883، حصل Dai'ichi Kokuritsu Ginkō على إذن منها للعمل كوكيل جمركي.
منذ عام 1884، بدأ Dai'ichi Kokuritsu Ginkō بإصدار مسودات جمركية كانت مخصصة للاستخدام في تسوية الرسوم. تعرفوا على هذه المسودات كوسيلة سهلة لتحويل الأموال وسوف تجد طريقها إلى التجارة العادية لكوريا في ذلك الوقت، على الرغم من ذلك، لم تصدر الحكومة الكورية أبدًا أي ترخيص رسمي لـ Dai'ichi Kokuritsu Ginkō لإصدار أي نقود ورقية في كوريا. في حين أن Dai'ichi Kokuritsu Ginkō ألهم العديد من رجال الأعمال الكوريين لإنشاء بنوك خاصة بهم بناءً عليها خلال تسعينيات القرن التاسع عشر، إلا أن هذه البنوك الكورية لم تبدأ أبدًا في إصدار أوراقها النقدية الخاصة.
ولم تصدر الحكومة الكورية أي أوراق نقدية بنفسها خلال هذه الحقبة. في عام 1893 أنشأت الحكومة مكتبًا للصرافة (تاي وان شو) والذي كان يهدف إلى سحب عملة المون الكورية القديمة واستبدالها بعملة اليانغ الكورية الجديدة. قام مكتب الصرافة الحكومي بإعداد الأوراق النقدية التي من شأنها أن تكون بمثابة نوع من الإيصال حتى يمكن إعادة سك عملات المون الكورية المسحوبة، ولكن لم تصدر هذه الأوراق النقدية أبدًا. لم يبق سوى عدد قليل من العينات من أوراق الصرف هذه.
باستثناء مسودات الجمارك دايتشي، لم يتداول أي شكل آخر من أشكال النقود الورقية في كوريا حتى مطلع القرن العشرين.
في عام 1900، أي بعد مرور 8 سنوات على إلغاء العملة رسميًا، أصدرت شركة كيجو-بوسان للسكك الحديدية المملوكة لليابان أوراقًا نقدية بقيمة 50 و100 و300 و500 مون. أصدر تونغ سون تاي هوا أيضًا ورقة نقدية من فئة 10000 مون.
| أوراق نقدية لشركة سكة حديد كيجو-بوسان (1900) | أوراق نقدية لشركة سكة حديد كيجو-بوسان (1900) | أوراق نقدية لشركة سكة حديد كيجو-بوسان (1900) | أوراق نقدية لشركة سكة حديد كيجو-بوسان (1900) | أوراق نقدية لشركة سكة حديد كيجو-بوسان (1900) | أوراق نقدية لشركة سكة حديد كيجو-بوسان (1900) | أوراق نقدية لشركة سكة حديد كيجو-بوسان (1900) |
| صورة                                         | صورة                                         | قيمة                                         | اللون الرئيسي                                | وصف                                          | وصف                                          | تاريخ الإصدار                                |
| وجه العملة                                   | يعكس                                         | قيمة                                         | اللون الرئيسي                                | وجه العملة                                   | يعكس                                         | تاريخ الإصدار                                |
| -------------------------------------------- | -------------------------------------------- | -------------------------------------------- | -------------------------------------------- | -------------------------------------------- | -------------------------------------------- | -------------------------------------------- |
|                                              |                                              | 50 دقيقة (الترجمة الحرفية)                   | أزرق غامق                                    | صورة قطار بخاري ؛ فئة؛ نص.                   | شعار الشركة، النص، ختم الشركة .              | 1900                                         |
|                                              |                                              | 100 مون (الترجمة)                            | بني                                          | صورة قطار بخاري، فئة، نص.                    | شعار الشركة، النص، ختم الشركة.               | 1900                                         |
|                                              |                                              | 300 مون (الثالث)                             |                                              | صورة قطار بخاري، فئة، نص.                    | شعار الشركة، النص، ختم الشركة.               | 1900                                         |
|                                              |                                              | 500 مون (النسخة المعدلة)                     | البرتقالي                                    | صورة قطار بخاري، فئة، نص.                    | شعار الشركة، النص، ختم الشركة.               | 1900                                         |

## ملحوظات
قالب:Historical currencies of Korea